# Nikiup, Veliko Tărnovo
Nikiup (în bulgară Никюп) este un sat în comuna Veliko Tărnovo, regiunea Veliko Tărnovo,  Bulgaria. 

## Demografie
Componența etnică a satului Nikiup
     Bulgari (84,1%)
     Turci (6,84%)
     Nicio identificare (7,12%)
     Altele (1,91%)
La recensământul din 2011, populația satului Nikiup era de 365 locuitori. Din punct de vedere etnic, majoritatea locuitorilor (84,1%) erau bulgari, cu o minoritate de turci (6,84%). Pentru 7,12% din locuitori nu este cunoscută apartenența etnică.